# 沃利游艇
沃利游艇（Wally Yachts）是位于摩纳哥蒙特卡洛的一家船舶设计及生产企业。
沃利游艇由意大利商人盧卡·巴薩尼于1994年成立，刚开始主要人事帆船设计，并于近年开始前沿机动游艇，其中最著名的一艘是118 WallyPower。
沃利被认为是首要的游艇制作者之一，拥有沃利游艇的名人包括吉亚尼·阿涅利、胡安·卡洛斯一世、马尔科·特隆凯蒂·普罗维拉和林赛·欧文中。
2009年，沃利与爱马仕合资成立「沃利爱马仕游艇」（Wally-Hermès Yachts，WHY-YACHTS）。

## 电影
沃利游艇生产的游艇“118 WallyPower”曾经在伊万·迈克格雷戈和斯佳丽·约翰逊主演的电影《逃出克隆岛》中出现。